# Kapitan Stupino
Kapitan Stupino (ros. Капитан Ступино) – rosyjski klub hokeja na lodzie z siedzibą w Stupinie.

## Historia
W latach 1951–1999 istniał w mieście klub hokejowy Trud Stupino. Kapitan Stupino został założony w 1999. W przeszłości Kapitan występował w ramach Wschodnioeuropejskiej Ligi Hokejowej.
W NHL Entry Draft 2003 z klubu został wybrany Jewgienij Skaczkow. W 2004 zostało otwarte lodowisko klubu nazwane imieniem Wsiewołoda Bobrowa. W latach 2005–2007 trenerem w klubie był Władimir Safonow.
W 2011 drużyna klubu została zgłoszona do juniorskich rozgrywek Młodzieżowej Hokejowej Ligi. Zespół został ekipą farmerską dla klubu Dinama Moskwa. Od lipca do października 2011 trenerem zespołu był Aleksandr Sieukand. W 2017 drużyna została stowarzyszona z klubem HK Soczi.
Od czerwca 2023 trenerem zespołu jest Konstantin Kasatkin, a do sztabu weszli Andriej Taratuchin i Dienis Kulasz.

## Sukcesy
- Pierwsze miejsce w Dywizji Srebrnej (Zachód) w sezonie zasadniczym MHL: 2023